# Елизабет Бургундска
Елизабет Бургундска-Невер (на френски: Élisabeth de Bourgogne, Élisabeth de Nevers, на немски: Elisabeth von Burgund; * сл. 24 август 1439, Невер; † 21 юни 1483) от странична линия на династията Валоа Бургундия, е наследничка на Невер и чрез женитба от 1455 г. до смъртта си херцогиня на Клеве и графиня на Марк.

## Живот
Дъщеря е на граф Жан II Бургундски (1415 – 1491) и първата му съпруга Жаклине д’Аили († 1470).
Елизабет се омъжва на 22 април 1455 г. в Брюге за третия си братовчед херцог Йохан I фон Клеве (1419 – 1481) от фамилията Дом Ламарк, херцог на Клеве, граф на Марк и господар на Равенщайн. При отсъствие на нейния съпруг тя управлява в Клеве.
Елизабет умира на 21 юни 1483 г. преди баща си. Наследена е от третия си син Енгелберт. Погребана е при нейния съпруг в манастирската църква „Св. Възвишение на Мария“ в Клеве.

## Деца
Елизабет Бургундска и Йохан имат шест деца:
- Йохан II (1458 – 1521), херцог на Клеве и граф на Марк
- Адолф (1461 – 1498), домхер в Лиеж
- Адолф (1461 – 1498), домхер в Лиеж
- Енгелберт (1462 – 1506), граф на Невер и Йо
- Дитрих (* 1464, † млад)
- Мария (1465 – 1513)
- Филип (1467 – 1505), епископ на Невер (1500 – 1505), на Амиен (1501 – 1503) и на Отун (1505)